# 甦る!!昭和のテレビヒーロー
『甦る!!昭和のテレビヒーロー』（よみがえるしょうわのテレビヒーロー）は、2017年4月から2018年3月までキッズステーションで毎月第1日曜日と第2日曜日の（再放送を除く）朝5時から6時まで放送されていた、昭和のテレビヒーローを紹介する番組。

## 概要
1960 - 70年代にテレビで放送された実写およびアニメの作品を放送するという番組である。番組ではまず実写の特撮ヒーロー作品が放送され、次にアニメ作品もしくは人形劇が放送される。2つの作品の放送の合間にかつて光速エスパーと白獅子仮面を演じた俳優の三ツ木清隆と本田かおりが昭和レトロな場所を訪れて昭和の暮らしや文化を紹介する「三ツ木清隆の昭和へタイムスリップ」というオリジナルコーナーがある。このコーナーが終わって2本目の作品が放送される前に三ツ木清隆が続いて放送される作品の紹介コメントを述べる。
放送作品は、実写は大半が宣弘社製作作品、アニメはタツノコプロ製作『宇宙エース』を除きすべてエイケン製作作品である。「三ツ木清隆の昭和へタイムスリップ」最終回は、前回までとは違って2017年11月25日に開催された「宣弘社テレビコンサート2017」の様子を伝える内容だった。

## スタッフ
「三ツ木清隆の昭和へタイムスリップ」について記す。
- 企画 - 添田弘幸[2]
- プロデューサー - 添田弘幸[2]
- 制作担当 - 河崎一志[2]
- ディレクター - 遠藤春雄[2]
- ナレーション - 堀大希
- 制作協力 - スリーエー工房
- 製作 - 株式会社ベストフィールド

## 放送リスト
| 放送回 | 放送日         | 放送作品                                                                 |
| ------ | -------------- | ------------------------------------------------------------------------ |
| 第1回  | 2017年4月2日   | 『光速エスパー』第1話 『鉄人28号』第1話                                  |
| 第2回  | 2017年4月9日   | 『光速エスパー』最終話 『鉄人28号』最終話                                |
| 第3回  | 2017年5月7日   | 『シルバー仮面』第1話 『エイトマン』第1話                                |
| 第4回  | 2017年5月14日  | 『シルバー仮面』最終話 『エイトマン』最終話                              |
| 第5回  | 2017年6月4日   | 『快傑ハリマオ』第1話 『スーパージェッター（カラー版）』第1話            |
| 第6回  | 2017年6月11日  | 『快傑ハリマオ』最終話 『スーパージェッター（カラー版）』最終話          |
| 第7回  | 2017年7月2日   | 『白獅子仮面』第1話 『遊星仮面』第1話                                    |
| 第8回  | 2017年7月9日   | 『白獅子仮面』最終話 『遊星仮面』最終話                                  |
| 第9回  | 2017年8月6日   | 『恐怖のミイラ』第1話 『スカイヤーズ5（第1作）』第1話                    |
| 第10回 | 2017年8月13日  | 『恐怖のミイラ』最終話 『スカイヤーズ5（第1作）』最終話                  |
| 第11回 | 2017年9月3日   | 『名探偵明智小五郎シリーズ 怪人四十面相』第1話 『宇宙少年ソラン』第1話   |
| 第12回 | 2017年9月10日  | 『名探偵明智小五郎シリーズ 怪人四十面相』最終話 『宇宙少年ソラン』最終話 |
| 第13回 | 2017年10月8日  | 『ワイルド7』第1話 『宇宙エース』第1話                                   |
| 第14回 | 2017年10月15日 | 『ワイルド7』最終話 『宇宙エース』最終話                                 |
| 第15回 | 2017年11月5日  | 『アイアンキング』第1話 『伊賀の影丸』第1話                              |
| 第16回 | 2017年11月12日 | 『アイアンキング』最終話 『伊賀の影丸』最終話                            |
| 第17回 | 2017年12月3日  | 『鉄人28号 実写版』第1話 『遊星少年パピイ』第1話                         |
| 第18回 | 2017年12月10日 | 『鉄人28号 実写版』最終話 『遊星少年パピイ』最終話                       |
| 第19回 | 2018年1月7日   | 『闘え!ドラゴン』第1話 『冒険ガボテン島』第1話                           |
| 第20回 | 2018年1月14日  | 『闘え!ドラゴン』最終話 『冒険ガボテン島』最終話                         |
| 第21回 | 2018年2月4日   | 『鉄腕アトム (実写版)』第1話 『UFO戦士ダイアポロン』第1話                |
| 第22回 | 2018年2月11日  | 『鉄腕アトム (実写版)』最終話 『UFO戦士ダイアポロン』最終話              |
| 第23回 | 2018年3月4日   | 『スーパーロボット レッドバロン』第1話 『サスケ』第1話                   |
| 第24回 | 2018年3月11日  | 『スーパーロボット レッドバロン』最終話 『サスケ』最終話                 |